# Mocoa
Mocoa ([moˈko.a]) je hlavní město kolumbijského departementu Putumayo. Ve městě žije 45 589 obyvatel (2019), rozloha činí 1 030 km².
Město se nachází na severozápadě departementu. Hraničí s departementy Nariño (na západě) a Cauca (na severu).
31. března 2017 zde došlo k sesuvu bahna, který si vyžádal více než 254 mrtvých.